# Маја Благдан
Маја Благдан (рођена 16. маја 1968. у Сплиту) је хрватска поп певачица. Каријеру је започела 1986. године певањем у рок бенду Стијене. Касније је започела и соло каријеру. Њен први соло албум је издат 1993. године.
Представљала је Хрватску на такмичењу Песма Евровизије 1996. одржаном у Осло. Њена песма „Света љубав“ се нашла на 4. месту са 98 поена.

## Музичка каријера
Певањем се почиње бавити од своје четрнаесте године, да би од 1986. до 1990. године наступала у сплитској групи „Стијене“. Године 1992. одлази у Загреб и потписује ексклузивни уговор са Зринком Тутићем, једним од водећих хрватских композитора. Са Тутићевом композицијом „Санта Марија“ Маја Благдан на „Загребфесту“ 1992. године добија прву награду стручног жирија.
Године 1993. издаје први албум Вино и гитаре и награђена је „Порином“ као најбољи нови извођач. Следи албум Бијеле руже (1994). Године 1996. осваја „Дору“ с песмом „Света љубав“, те на Песми Еуровизије у Ослу осваја 4. мјесто. Исте године издаје и албум Света љубав. Године 1997. осваја „Порина“ за најбољу женско вокално извођење, и издаје још један албум: Љубави моја једина. Након тога издаје још три албума.
Од 2007. године популарност јој је опет порасла, захваљујући учествовању у забавној емисији „Звијезде пјевају“ Хрватске радио-телевизије.

## Дискографија

### Албуми
- Вино и гитаре (1993)
- Бијеле руже (1994)
- Света љубав (1996)
- Љубави моја једина (1997)
- Ти (2000)
- Љубави, љубави (2001)
- Моје име је љубав (2003)
- Златна Колекција („Стијене“) (2009)

## Фестивали
Ваш шлагер сезоне, Сарајево:
- Плес на киши (као вокал групе Стијене), награда за интерпретацију - Златни микрофон, '88

Макфест, Штип:
- Горе меѓу sвездите (дует са Тедијем Спалатом), '91

Сплит:
- Обична жена (као вокал групе Стијене), '87
- Мој дида (као вокал групе Стијене, бече Устанак и море), '87
- Ја не могу без љубави (као вокал групе Стијене), '88
- Као дјевица (као вокал групе Стијене), '89
- Први пут (као вокал групе Стијене), '90
- Свјетло живота (дует са Тедијем Спалатом), '91
- Рајски, цвите мој, '94
- Гитара Далматина (Мелодије хрватског Јадрана), '97
- Поред тебе (Дует са Жаком Хоудеком), 2005
- Beat na moru, (Вече познати певају, дует са Зринком Тутићем), 2010

Међугорје:
- Света, мајко моја, '94

Загреб:
- Санта Марија, прва награда стручног жирија и најемитованија песма, '92
- Ти си човјек мој, прва награда публике и победничка песма, '93
- Бијеле руже, '94
- Шуми вода, '97
- Љубави, љубави, 2001
- Пјесма за тебе, 2002
- Више од највише, 2015

Далматинска шансона, Шибеник:
- Златне уре, 2002

Дора, Опатија:
- Једини мој, 93
- Света љубав, победничка песма, '96 / Евросонг, четвро место
- За нас, '97
- Моје име је љубав, 2003
- Звала сам га анђеле, 2008

Мелодије Мостара, Мостар:
- За нас, '97
- У крају моме, 2000

Златне жице Славоније, Пожега:
- Тако је Стипа волио Ану, '97
- Дођи ми, дођи љубави, 2000

Задар:
- Само један живот имам, '93
- Сто и једна ноћ (дует са Аленом Нижетићем), 2000
- Срећо моја, 2004

Бања Лука:
- Ти си моја жеља једина (Вече забавне музике), 2005

Мелодије Истре и Кварнера:
- Земља сунца, земља сна (са клапом Гробник и женском клапом Марета), прва награда стручног жирија и награда за најбољи аранжман, 2006
- Мој орле од Кварнера (са клапом Тић), 2007
- Луди ветар, 2013